# Cuarteto Casals
El Cuarteto Casals es un cuarteto de cuerdas fundado en 1997 en la Escuela Superior de Música Reina Sofía y reconocido actualmente como un cuarteto de cuerda de interés internacional.

## Historia
El Cuarteto Casals cuenta desde su fundación con una formación estable hasta 2024 de la que forman partes los hermanos barceloneses Abel —normalmente primer violín—, y Arnau Tomàs, violonchelo; la madrileña Vera Martínez Mehner, normalmente segundo violín y el violista estadounidense Jonathan Brown. En 2024 este último dejaría el cuarteto para embarcarse en una nueva etapa como parte del profesorado de The Colburn School en Los Ángeles. Esto propició la incorporación de la violista española Cristina Cordero. Da nombre al cuarteto, el apellido del violoncelista Pablo Casals, importante músico catalán de fama internacional, por el que los cuatro músicos sienten una gran admiración.
El cuarteto recibió formación en Colonia del Cuarteto Alban Berg, fue muy tempranamente reconocido por su calidad a nivel nacional e internacional. Solo un año después de su formación recibió el primer premio del Concurso de Música de Cámara Montserrat Alavedra, que se celebra bianualmente en Tarrasa. 
Entre sus actuaciones pueden destacarse sus presentaciones en Wigmore Hall de Londres, en el Concertgebouw, en el Carnegie Hall y el Lincoln Center de Nueva York, en la Beethovenhaus de Bonn, en los Konzerthaus y Philarmonie de Berna, el Konzerthaus de Berlín, el Musikverein de Viena así como giras por toda Europa, América del Sur, Estados Unidos y Japón. También han participado en los festivales de Schleswig-Holstein, Ciudad de Londres, Festival de Salzburgo, Schubertiada de Schwarzenberg, Lucerna, Bath, Luberon, Kuhmo, Liceo de Cámara, Temporada Ibercamera, y el Festival Mozart de La Coruña, Festival de Música Religiosa de Cuenca y Santa Fe.
El Cuarteto Casals ha sido invitado a impartir master classes en todo el mundo y forma parte junto al Cuarteto Quiroga y otros destacados músicos españoles y europeos, la formación Orquesta Da Camera, promovida por Ibercamera. El concierto inaugural tuvo lugar el 9 de octubre de 2013 en el Palacio de la Música de Barcelona, bajo la dirección de la violinista alemana Anje Weithaas, con un programa formado por obras de Bach, Mozart y la Noche transfigurada de Schönberg.
En 2015 han iniciado la publicación en DVD de la integral de los cuartetos de Schubert, que grabaron en vivo en el Auditori de Barcelona, en su sala de cámara Oriol Martorell, donde interpretaron la integral schubertiana en cinco conciertos que fueron grabados del 12 de octubre al 9 de noviembre de 2013, que constituyeron un gran éxito de público y en los que la agrupación demostró la madurez interpretativa alcanzada y que requieren la mayoría de estas obras, consiguiendo un equilibrio ejemplar entre la perfección melódica muy cantábile, representada especialmente por la pasión interpretativa de Vera Martínez Mehner y el dramatismo doliente expresado por las cuerdas bajas y especialmente por el violonchelo de Arnau Tomàs. 
En conmemoración del XX Aniversario de su fundación, el Cuarteto ofrecerá la integral de los cuartetos de Beethoven en el Auditori de Barcelona, junto con seis obras de encargo, una para cada concierto del ciclo, durante la temporada 2017/18. 
El 20 de enero de 2025 realizaron el concierto solidario Stradivarius por la DANA en el Teatro Real de Madrid, interpretando una selección de piezas de El arte de la fuga de J.S. Bach. Esta ha sido la primera vez en el siglo XXI que el Cuarteto Palatino creado por Antonio Stradivari ha salido del Palacio Real de Madrid como resultado de la alianza entre Patrimonio Nacional y Teatro Real.

## Discografía
El cuarteto graba sus discos habitualmente con el sello discográfico Harmonia Mundi, con el que ha registrado los cuartetos op.10 y op. 15 de Alexander Zemlinsky, la serie completa de los cuartetos de juventud y los cuartetos dedicados a Haydn de Mozart, los cuartetos D.87 y D.887 de Schubert, los cuartetos de Brahms junto con el quinteto op.34, así como la integral de los cuartetos de Juan Crisóstomo Arriaga, ciclo que ya interpretaron en 2002 en el Palacio Real de Madrid, con instrumentos de la colección de Stradivarius de la Casa Real Española.
Los álbumes publicados por el cuarteto son los siguientes:
Arriaga. Cuarteto Casals plays Arriaga. Juan Crisostomo de Arriaga. harmonia mundi, 2003  
- String Quartet n.º 1 D minor
- String Quartet n.º 2 A major
- String Quartet n.º 3 E-flat major

Von Zemlinsky, Debussy. Cuarteto Casals plays Debussy and Zemlinsky. harmonia mundi, 2005 
Alexander von Zemlinsky 
- String Quartet n.º 2

Claude Debussy 
- String Quartet in G minor

Mozart. Cuarteto Casals plays Mozart Early String Quartets. Wolfgang Amadeus Mozart. harmonia mundi, 2005  
String Quartets n.º 1 - 13 "The Early String Quartets" 
Divertimenti K. 136, 137, 138
AA. VV. Cuarteto Casals plays Ravel, Toldrà and Turina. Influencias. harmonia mundi, 2007 
Maurice Ravel 
- String Quartet in F major

Eduard Toldrà 
- "Vistes al mar"

Joaquín Turina 
- "Oración del torero"

Brahms. Cuarteto Casals plays Brahms. The String Quartets. Piano Quintet Op. 34. Johannes Brahms. harmonia mundi, 2008 
- String Quartets n.º 1 & 2 Op. 51
- String Quartet n.º 3 Op. 67
- Piano Quintet Op. 34

Claudio Martinez Mehner - Piano
Haydn. Cuarteto Casals plays Haydn. String Quartets Op. 33. Joseph Haydn. harmonia mundi, 2009
- String Quartets Op. 33 n.º 1-6

Bartók, Kurtág, Ligeti. Cuarteto Casals - Metamorphosis. harmonia mundi, 2010
Béla Bartók 
- String Quartet n.º 4

György Kurtág 
- 12 Microludes

György Ligeti 
- String Quartet n.º 1 "Metamorphoses nocturnes"

Boccherini. Cuarteto Casals plays Boccherini. harmonia mundi, 2011
- Quintet for cello and string quartet in C Major, Op. 30 n.º 6 "La musica notturna delle strade di Madrid"
- Quintet for cello and string quartet in E Major, Op. 13 n.º 5 (Op. 11,5) G 275
- String quartet in G Minor, Op. 32 n.º 5 G 205
- Quintet for guitar and string quartet n.º 4 in D Major G 448 "Fandango Quintet"

Cuarteto Casals, Eckart Runge, Carles Trepat
Schubert. Cuarteto Casals plays Schubert. harmonia mundi, 2012
- String Quartet n.º 10 in E flat Major, Op. 125/1 D.87
- String Quartet n.º 15 in G Major, Op. 161 D.887

Haydn. Cuarteto Casals play Haydn. harmonia mundi, 2014
- Die sieben letzten Worte unseres Erlösers am Kreuze op. 51 (für Streichquartett)

Mozart. Cuarteto Casals plays Mozart. harmonia mundi, 2014
- Streichquartett Nr. 14 G-Dur KV 387 "Frühling"
- Streichquartett Nr. 16 Es-Dur KV 428
- Streichquartett Nr. 19 C-Dur KV 465 ''Dissonanzenquartett''

Schubert. Complete String Quartets. 
Concert N.º. 1. Live in Barcelona. Blu-ray + DVD + Book. NEU, 2015
Concert N.º. 2.Live in Barcelona. DVD. NEU, 2016

## Premios
El Cuarteto Casals ha ganado primeros premios en el Concurso Internacional de Cuartetos de Cuerda de Londres el año 2000, en el Concurso Internacional de Cuartetos de Cuerda Johannes Brahms de Hamburgo en 2002. El año 2005 le fue otorgado el Premio Ciudad de Barcelona y el Premio Nacional de Música en 2006 y el Borletti-Buitoni Trust Award en 2008.